# Намака (спътник)
Намака е по-малкият и по-близък естествен спътник на планетата джудже Хаумея. Тя е именувана на една от дъщерите на Хаумея – Намака. Намака е била открита на 30 юни 2005 г. Преди да получи официалното си име, получава названието „Blitzen“.